# Stranger Things (Edie Brickell & New Bohemians)
Stranger Things è il terzo album in studio del gruppo musicale statunitense Edie Brickell & New Bohemians, pubblicato nel 2006.

## Tracce
1. Stranger Things - 3:20
2. Oh My Soul - 2:52
3. Buffalo Ghost - 4:36
4. No Dinero - 5:30
5. Early Morning - 5:00
6. Lover Take Me - 4:23
7. A Funny Thing - 3:05
8. Mainline Cherry - 4:14
9. Long Lost Friend - 3:13
10. Wear You Down - 4:12
11. One Last Time - 4:00
12. Spanish Style Guitar - 5:28
13. Elephants and Ants - 6:41

## Formazione
- Edie Brickell - voce, chitarra elettrica (10)
- Kenny Withrow - chitarra elettrica, chitarra acustica, slide guitar, cori
- Brad Houser - basso, clarinetto, sassofono baritono
- Carter Albrecht - tastiera, chitarra, armonica, cori
- Brandon Aly - batteria
- John Bush - percussioni